# Luís Maria de Bourbon
Luís Maria de Bourbon y Vallabriga (Cadalso de los Vidrios, 22 de maio de 1777 - Madrid, 18 de março de 1823) foi um nobre e religioso espanhol, arcebispo de Sevilha, arcebispo de Toledo e regente da Espanha durante a Guerra de Independência Espanhola. 

## Biografia
Nascido em Cadalso de los Vidrios a 22 de maio de 1777, era filho de Luís, Conde de Chinchón e sua esposa morganática Maria Teresa de Vallabriga. Ostentava os títulos de Conde de Chinchón (1785-1803) e Grande de Espanha.
Até 1788, quando Carlos III da Espanha morreu, os filhos de Luís, Conde de Chinchón não poderiam usar o nome do pai (Bourbon). Após a morte de seu pai, Luís foi enviado a Toledo para ser educado sob a proteção de Dom Francisco Antonio de Lorenzana.
Após ser ordenado sacerdote em 13 de março de 1799, foi consagrado Arcebispo de Sevilha em 2 de junho do mesmo ano pelo cardeal Antonio Sentmanat y Castellá.
O Papa Pio VII elevou-o à categoria de cardeal no consistório de 20 de outubro de 1800 com o título de Cardeal-presbítero de Santa Maria da Scala. Em 22 de dezembro do mesmo ano, ele foi transferido para a Arquidiocese de Toledo, tornando-se Primaz da Espanha. Ele renunciou ao cargo de arcebispo de Toledo em 29 de dezembro de 1814 e morreu em 19 de março de 1823 com quarenta e cinco anos.

## Galeria

Brasão de armas.
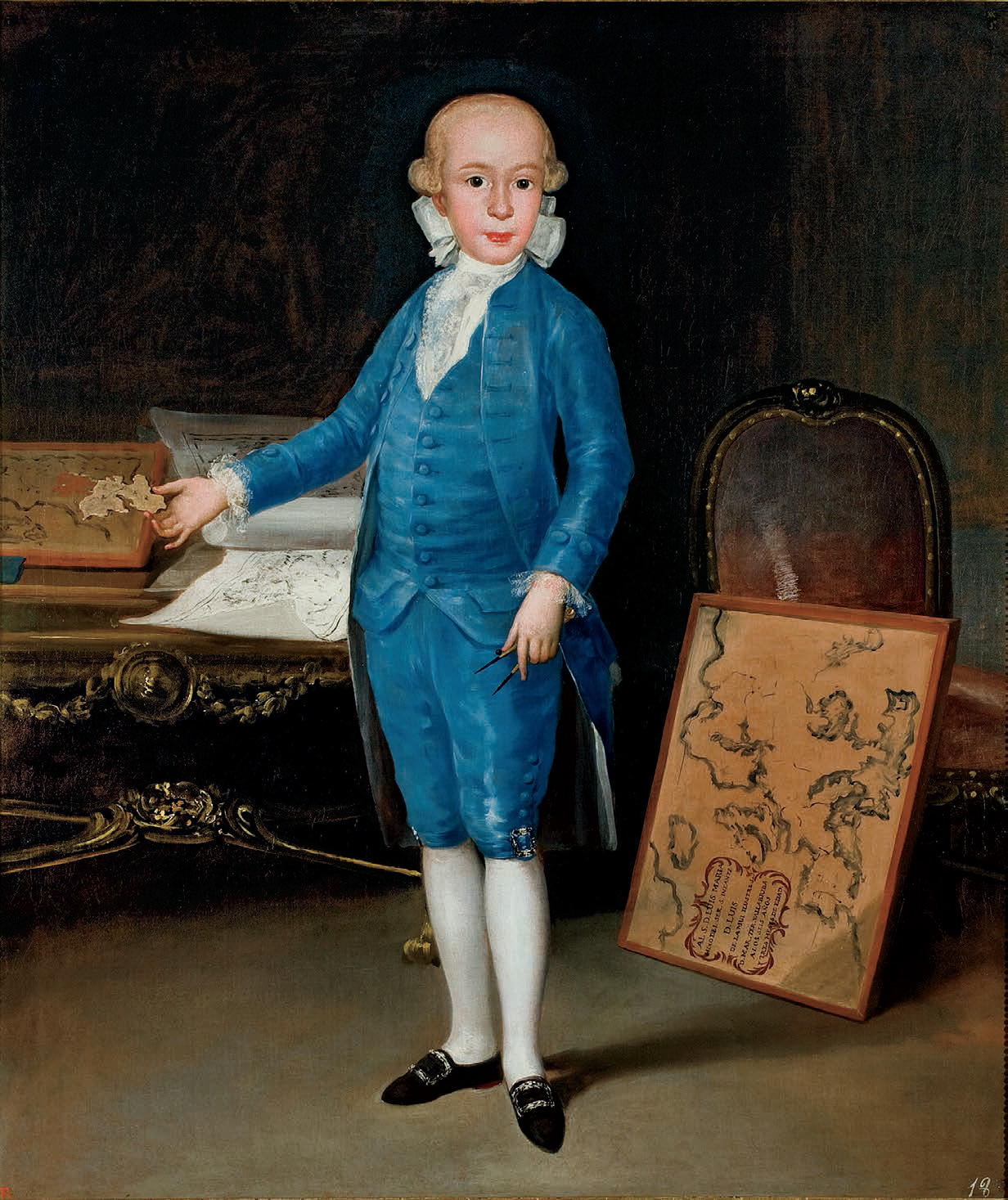
Dom Luís Maria aos 6 anos de idade, retratado por Francisco Goya.
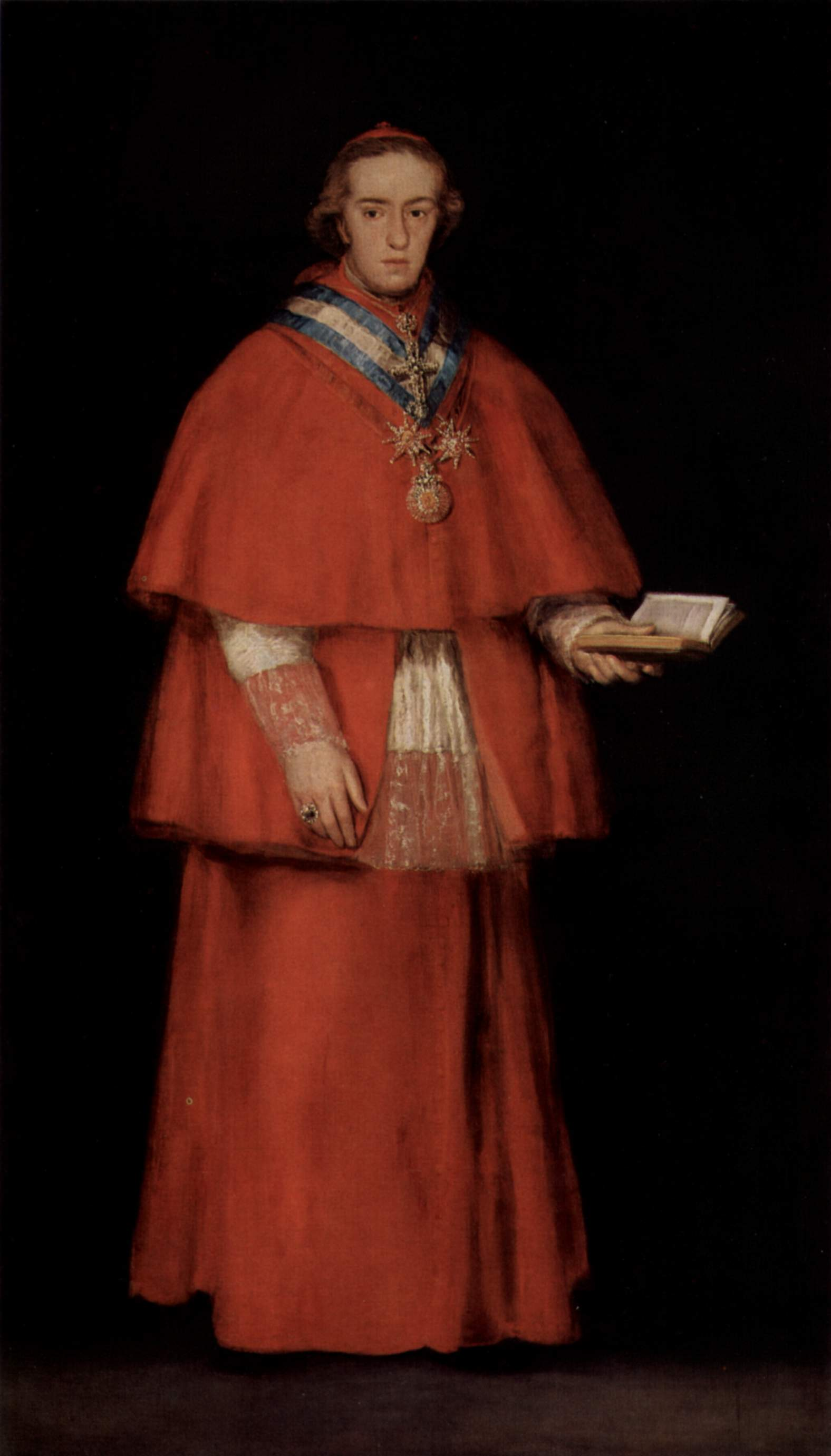
Cardeal Luís Maria de Bourbon  y Vallabriga, retrato por Francisco Goya, c. 1798-1800